# فيليكس فون لايتنر
فيليكس فون لايتنر (بالألمانية: Felix von Leitner )‏ (و. القرن 20  م) هو مطور برمجيات، ومبرمج، ومؤلف، ومهندس، وعالم حاسوب، ومدون ألماني، هو عضوٌ في نادي كايوس للحاسوب (–19 يناير 2016).

## روابط خارجية
- فيليكس فون لايتنر على موقع ميوزك برينز (الإنجليزية)